# Pyrausta quadrimaculalis
Pyrausta quadrimaculalis là một loài bướm đêm trong họ Crambidae.